# جولین کاردی
جولین کاردی (انگلیسی: Julien Cardy؛ زادهٔ ۲۹ سپتامبر ۱۹۸۱) بازیکن فوتبال اهل فرانسه است که در پست هافبک بازی می‌کرد.
از باشگاه‌هایی که در آن بازی کرده‌است می‌توان به باشگاه فوتبال گنگام، باشگاه فوتبال متس، و باشگاه فوتبال تولوز اشاره کرد.